# Saltoposuchus
Saltoposuchus («cocodril saltador») és un gènere extint, encara prou controvertit, avui dia classificat dins del grup dels crocodilomorfs. Va ser descrit pel paleontòleg Friedrich von Huene el 1921. De petita grandària (al voltant d'un metre), bípedes i terrestres, va ser considerat durant molt temps com un ancestre dels dinosaures en tenir un disseny corporal que recorda als clàssics arcosaures teròpodes de caminar bípede.
Segons certs autors el Terrestrisuchus gracilis de la darreria del triassic descobert al Regne Unit no serien una espècia pròpia, però més aviat joves Saltopsuchus connectens. Altres refusen aquesta hipòtesi.
Per confondre més les coses, hi ha un gènere de dinosaures amb un nom similar, Saltopus, que ha provocat nombrosos confusions.

## Espècies
- Saltoposuchus longipes[4]
- Saltoposuchus connectens[5]